# 埃沃·莫拉莱斯
胡安·埃沃·莫拉莱斯·艾马（西班牙語：Juan Evo Morales Ayma，西班牙語發音：[χwan ˈeβo moˈɾales ˈajma]；1959年10月26日—）是玻利维亚政治人物、工会组织者，曾于2006年至2019年担任玻利维亚总统。他是玻利维亚的第65位总统，也是该国第一位美洲土著民总统。他的政府专注于实施左翼进步政策，改善玻利维亚长期边缘化的土著多数人的合法权利和社会经济条件，并打击美国的政治影响和资源开采型跨国公司。从意识形态上讲，他是一名社会主义者，自1998年到2024年领导争取社会主义运动党。
莫拉莱斯出生于奥鲁罗省南卡兰加斯县伊萨拉维的一个自给农民的艾马拉人家庭，在1978 
年搬到查帕雷县之前，他接受了基础教育和义务兵役。之后他成为一名古柯种植工，并加入工会。以这种身份，他反对美国和玻利维亚联合试图根除古柯种植业，谴责这些是帝国主义对土著安第斯文化的侵犯。他参与反政府直接行动抗议活动导致多人被捕。莫拉莱斯于1995年进入选举政治，1997年当选为国会议员，并于1998年成为争取社会主义运动党的领导人。加上民粹主义言论，他的竞选活动涉及影响土著和贫困社区的问题，主张土地改革和更平等地重新分配玻利维亚天然气开采的资金。通过科恰班巴水战和天然气冲突，他获得了更高的知名度。 2002年，他因鼓励反政府抗议者而被国会开除，尽管他在当年的总统选举中排名第二。
2005年当选总统后，他在2009年和2014年再次当选。在2019年有争议的选举和随后的动乱之后，莫拉莱斯辞去了总统职务。在这次暂时的流亡之后，他在卢乔·阿尔塞当选总统后返回。
莫拉莱斯的支持者称赞他是土著权利、反帝国主义和环保主义的拥护者，他因监督显着的经济增长和减贫以及增加对学校、医院和基础设施的投资而受到赞誉。批评者声称他在任期间民主倒退，认为他的政策有时未能反映他的环保主义和土著权利言论，并且他对古柯的辩护助长了非法可卡因的生产。

## 总统

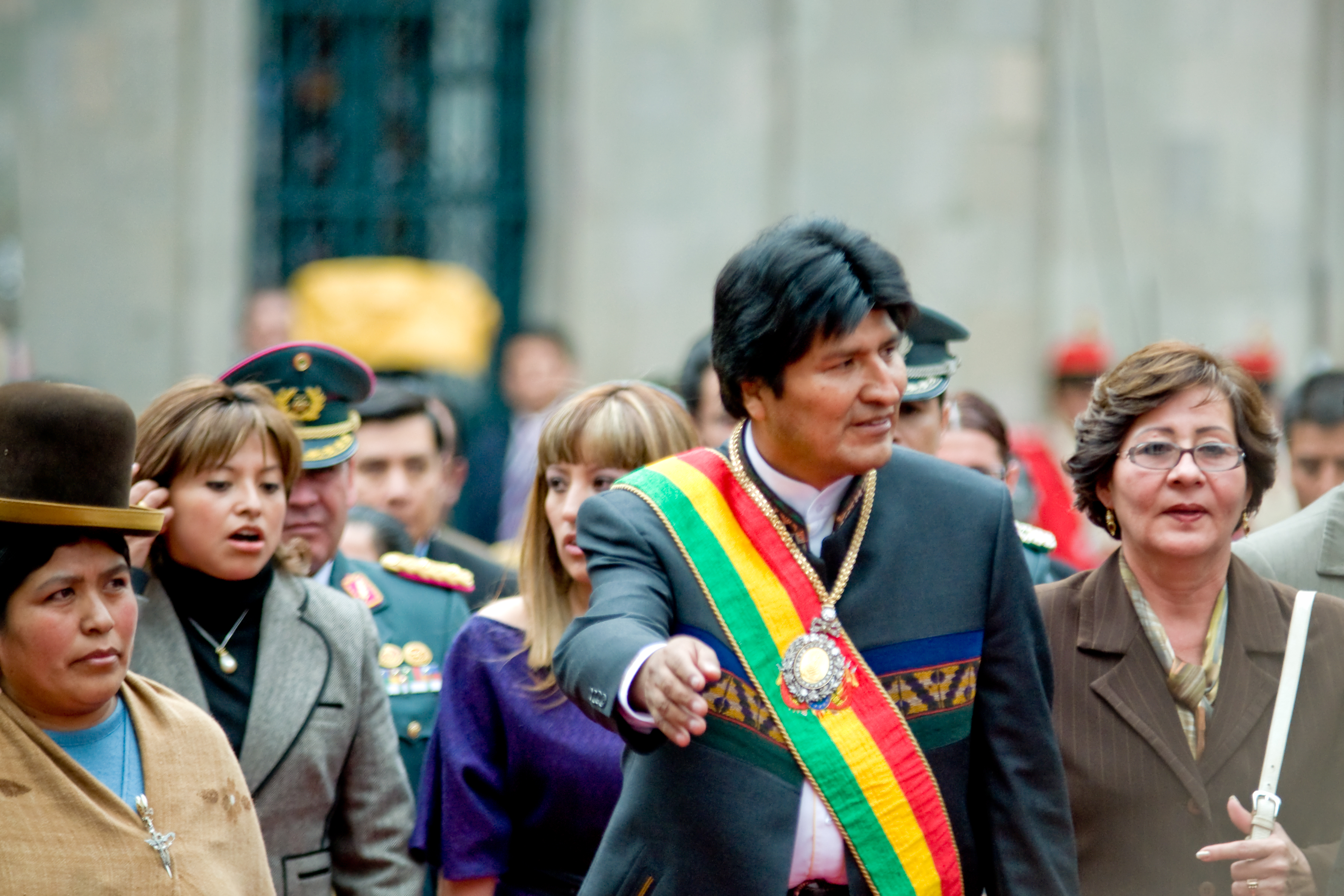
莫拉萊斯，2008年。

2005年12月18日，以53.7％的选票当选玻利维亚总统，於2006年1月22日就职，从而成为该国自脫離西班牙殖民統治以來第一位本土原住民出身的领导人，亦成為玻利维亚第一位左翼总统。在此之前玻利维亚的政治和经济一直都控制在西班牙等白人的后裔和印欧混血人种的手中，而莫拉莱斯则是没有欧洲血统的纯本土原住民。莫拉萊斯出身的族群为南美印第安原住民艾馬拉人，他经常穿着公服和印第安原住民的服飾，而不是西服革履出席各种政治活动。
莫拉莱斯增加了对石油天然气行业的征税，以支持社会福利支出，并强调了提升识字率、贫困、种族和性别歧视的项目。莫拉莱斯的政府公开批评新自由主义，使玻利维亚走向混合经济，减少对世界银行和国际货币基金组织的依赖，并实现了强劲的经济增长。他缩减了美国在该国的影响，与拉丁美洲粉红潮中的左派政府建立了关系，特别是乌戈·查韦斯的委内瑞拉和菲德尔·卡斯特罗的古巴，并将玻利维亚纳入美洲玻利瓦尔联盟。他的政府制定了一部新宪法，将玻利维亚的国名从“玻利维亚共和国”改为“多民族玻利维亚国”，称其为“多民族社区和社会统一的国家”。宪法强调了玻利维亚对自然资源的主权，实现了政教分离，禁止外国在该国建立军事基地，实行了总统两届任期限制，并允许有限的区域自治。
2009年，莫拉莱斯以64.2%的得票率成功連任。之后，他带领玻利维亚加入南方银行和拉美及加勒比国家共同体。2013年7月2日，發生玻利維亞總統專機迫降事件。
莫拉莱斯上任後加強與中國的關係，於2006年1月8日至1月9日、2011年8月10日至8月13日、2018年6月18日至19日三次访问中国，并于2011年8月11日获得中国人民大学名誉博士学位。

## 下台流亡
2019年10月玻利維亞總統選舉，莫拉萊斯雖然獲勝，但是遭到反對派質疑舞弊，並要求莫拉萊斯下台；之后發生3周的街头示威，期间有3人丧命、数百人受伤；美洲国家组织發布報告声称，10月的总统大选有严重违规舞弊情形。莫拉莱斯面對大規模示威宣布要重新举行选举，但武装部队和警方的指挥官表態要求莫拉莱斯下台；11月10日，莫拉萊斯宣布辭職，隨後流亡墨西哥与阿根廷避難。此间，莫拉萊斯呼吁支持者通过设置路障进行时代革命，其後軍警對莫拉莱斯支持者示威隊伍展開屠殺（西班牙語：masacres de Senkata y Sacaba 2019）；對此，玻利維亞司法部门及臨時政府指控莫拉莱斯「煽動叛乱」及「恐怖主义」，然而大赦国际、人权观察均指责临时政府动用行政力量任意操控司法工具并呼吁尊重司法独立。
2020年1月在阿根廷举行的一次8小时党内会议中，莫拉莱斯等人决定由卢乔·阿尔塞回到玻利維亞參選總統，立卽引發玻利維亞反對派在街頭展開襲擊以及莫拉莱斯支持者的反擊，莫拉萊斯表示如卢乔當選總統將立卽回到玻利維亞。10月，卢乔當選總統，莫拉萊斯表示將「或早或晚」結束流亡回到玻利維亞。11月9日，莫拉萊斯結束近一年的流亡生涯，從阿根廷返回玻利維亞。
2024年10月27日，莫拉莱斯在社媒发布一则视频，表示自己乘车外出时遭枪手袭击，司机受伤。莫拉莱斯称这是一次由玻利维亚军队和警察部队策划的暗杀，并向美洲人权委员会进行投诉。玻利维亚总统阿尔塞表示将立即彻查。

## 爭議
莫拉萊斯流亡海外後，反对莫拉萊斯的臨時政府對他操作了兩項指控，目前均仍在調查中。作为回应，莫拉莱斯声称该投诉是临时政府针对他的“肮脏战争”的一部分。

### 对恋童指控的调查
2020年8月，莫拉莱斯·艾玛被指在担任总统期间「与未成年少女发生性关系」，被玻利维亚司法部以「法定强奸与人口贩运」罪名提控。
2020年8月7日，至少有四张前总统埃沃·莫拉莱斯和未成年少女的照片被曝光。这些照片在社交网络上流传，并引起用户的愤慨。照片中，埃沃·莫拉莱斯和未成年少女在不同的地方出现，包括可能在餐厅和健身房里。根据西班牙新闻网站OK Diario报道，莫拉莱斯与该名少女的「暧昧关系」至少有5年。OK Diario还爆光两人之间长时间的文字和语音信息交流，包括他们还谈论性问题。当局声称，该名少女15岁时怀孕，于2016年2月（16岁）为埃沃·莫拉莱斯生下了一个女孩，引发玻利维亚广泛争议。莫拉莱斯的支持者认为，政府正在利用这些指控试图影响选举。
2020年8月19日，玻利维亚检察官开始对该案进行正式调查。8月21日，被玻利维亚政府确认为是莫拉莱斯受害者的女孩挺身而出，声称她在2015年16岁的时候遇到了埃沃·莫拉莱斯，但这个说法充满矛盾。因为该名少女申报的数据显示她出生于2001年，所以在遇到莫拉莱斯时实际上是14岁。玻利维亚部长对此澄清说，涉及人员所陈述为NoemíMeneses（法定年龄）。
2020年8月21日，针对莫拉莱斯的另一起涉嫌恋童癖和强奸案，玻利维亚司法部以“法定强奸与人口贩运”的罪名提控，并推测是在2015年担任总统期间犯下的。

## 軼事
莫拉莱斯是足球狂熱份子，所以與玻利維亞甲組的華恩斯體育生簽約，由2014－2015球季起可以參與比賽，擔任中場。球隊發言人表示，總統公務繁忙，不可能出場每一場比賽，而且體能只足夠應付20分鐘的比賽。總統以當地最低工資計算人工，一整月只賺214美元，華恩斯體育生主席表示：「總統熱愛足球，球技又了得，故此將穿上10號波衫，己隊會為他列出比賽安排和戰術，他可以自己選擇，參與那一場比賽。」

## 社群社会主义
2006年1月22日，莫拉莱斯在总统就职典礼上，宣布要在玻利维亚建设循序渐进的“社群社会主义”。社群社会主义的主张包括：
1. 在政治上建设“民主的玻利维亚”。主张实现社会正义，构建一个没有剥削与压迫的新社会；政府不应再是统治者与支配者，而应当成为公共资源的管理者。在社会组织之间达成共识与相互尊重的基础上，建立参与式民主，让公民能够直接参与决策，并推动“社群民主”从农村扩展到城市；同时承认玻利维亚是一个多民族、多元文化的国家。
2. 在经济上建设“发展的玻利维亚”。主张由政府掌握国家资源；生产应以满足人类的物质与精神需求为目的，视自然为生命的组成部分，创造财富必须以保护环境为前提；个人能力应在社群中自由发展；科技应服务于人类和自然；反对新自由主义，取消自由进口，建立一种旨在消除饥饿与贫困的经济发展体系。
3. 在社会上建设“体面的玻利维亚”。主张社群、工会与家庭是社会发展的基础，理应受到政府的保护；保障粮食供应以及良好的医疗与教育服务；保护社会底层弱势群体的经济与文化权利，特别关注边远落后地区的发展；消灭阶级社会，消除种族歧视及语言、文化、风俗的歧视，允许各民族发展其独特文化与创造力，并相互学习；实现印第安民族的自治，保障其集体人权，平等行使公民权。
4. 在外交上建设“主权的玻利维亚”。主张坚持独立自主的外交政策，使玻利维亚成为一个具有尊严的主权国家，发展生产；反对美洲自由贸易区等一切帝国主义的渗透；号召第三世界国家和人民团结起来，为自由与正义而斗争，建立能够决定自己命运的主权国家；创建“拉美大祖国”，团结地区人民的力量，摆脱新自由主义、帝国主义及跨国公司的束缚[18]。

莫拉莱斯的政治思想也被称为“埃沃主义”。

## 外部連結
- （西班牙文）- Evo Morales y Bolivia （页面存档备份，存于）

| 官衔                       | 官衔                        | 官衔                       |
| -------------------------- | --------------------------- | -------------------------- |
| 前任： 爱德华多·罗德里格斯 | 玻利维亚总统 2006年－2019年 | 繼任： 珍妮·艾尼兹（代理） |